# Segelfluggelände Ottenberg

i7
i11
i13
Das Segelfluggelände Ottenberg liegt im Gebiet der Gemeinde Berg bei Neumarkt in der Oberpfalz im Landkreis Neumarkt in der Oberpfalz in Bayern, etwa 5,5 km nördlich des Zentrums von Neumarkt in der Oberpfalz.

## Flugbetrieb
Das Segelfluggelände ist mit einer 750 m langen und 20 m breiten Start- und Landebahn aus Gras (Richtung 16/34) ausgestattet. Es besitzt eine Betriebszulassung für Segelflugzeuge und Motorsegler. Der Start von Segelflugzeugen erfolgt per Flugzeugschlepp oder Windenstart. Der Halter und Betreiber des Segelfluggeländes ist der Aero Club Segelflug Nürnberg e. V. Das Segelfluggelände wurde am 18. Juni 1966 eröffnet.